# Zsírok

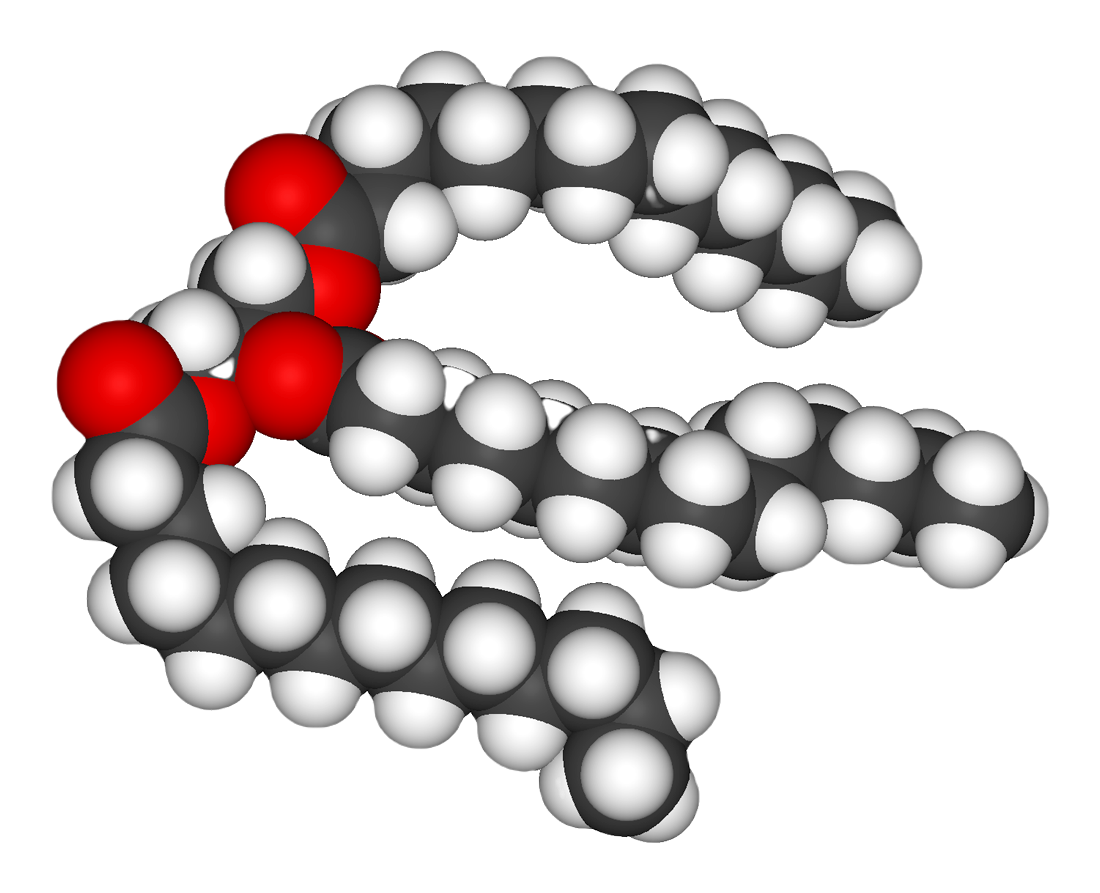
Triglicerid

Zsírnak a köznyelv a víztaszító, könnyen kenhető anyagokat nevezi. A kémiai definíció ettől eltér, mert csak a glicerin zsírsavakkal alkotott háromszoros észtereit, trigliceridjeit hívjuk így. A köznyelv által olajnak nevezett anyagok egy része szintén ilyen triglicerid. A zsírok az összetett lipidek közé tartoznak. Biológiailag rendkívül fontos, természetes vegyületek, melyeket növényi és állati szervezetek állítanak elő.

## Zsírok kémiája

Példa egy triglicerid molekulára. A legfelső zsírsavrészlet telített, a középső egyszeresen, az alsó háromszorosan telítetlen.

A legtöbb zsír különböző trigliceridek elegye. Ezek kémiai szempontból észterek, melyek a glicerinből és különböző zsírsavakból keletkeznek víz kilépésével (kondenzáció). Ezek zsírsavrészletei igen változatosak, és még ugyanabban a trigliceridben is találhatunk különböző zsírsavrészleteket, melyek mind lánchosszúságban, mind telítettségben különbözhetnek egymástól.
A jobb oldali képen egy triglicerid szerkezeti képletét látjuk, melyben három különböző telítettségű zsírsavrészlet található, itt Archiválva 2020. november 2-i dátummal a Wayback Machine-ben pedig egy olyan triglicerid interaktív 3D molekulamodelljét, melynek felépítésében három azonos, telített zsírsavrészlet vesz részt.
A természetes zsírokban a zsírsavrészletet a legtöbb esetben páros számú szénatomok alkotják, ami a felépítésüket katalizáló enzim (acetil-koenzim-A) sajátosságából ered.
A zsírsavlánc leggyakrabban 16 vagy 18 szénatomból áll, de 4 és 24 szénatomszám között bármennyi előfordulhat. Fontos, hogy ezek mindig egyenes, elágazás nélküli láncok.

### A zsírok felépítésében leggyakrabban részt vevő zsírsavak
1. telített zsírsavak:
- palmitinsav: CH3–(CH2)14–COOH
- sztearinsav: CH3–(CH2)16–COOH és interaktív 3D-molekulamodellje Archiválva 2020. november 21-i dátummal a Wayback Machine-ben
- vajsav: CH3–(CH2)2–COOH és interaktív 3D-molekulamodellje Archiválva 2020. december 9-i dátummal a Wayback Machine-ben
- laurinsav: CH3–(CH2)10–COOH és interaktív 3D-molekulamodellje Archiválva 2020. november 9-i dátummal a Wayback Machine-ben
- mirisztinsav (tetradekánsav): CH3-(CH2)12-COOH

2. telítetlen zsírsavak:
- olajsav (oleinsav): CH3–(CH2)7–CH=CH–(CH2)7–COOH és interaktív 3D molekulamodellje Archiválva 2020. november 14-i dátummal a Wayback Machine-ben
- linolsav (cisz,cisz-9,12-oktadekadiénsav): CH3-(CH2)4-CH=CH-CH2-CH=CH-(CH2)7-COOH és interaktív 3D-molekulamodellje Archiválva 2020. november 1-i dátummal a Wayback Machine-ben
- alfa-linolénsav (cisz,cisz,cisz-9,12,15-oktadekatriénsav): CH3-CH2-CH=CH-CH2CH=CH-CH2-CH=CH-(CH2)7-COOH
- arachidonsav (eikoza-5,8,11,14-tetraénsav): CH3-(CH2)4-CH=CH-CH2-CH=CH-CH2-CH=CH-CH2-CH=CH-(CH2)3-COOH
- erukasav (cisz-13-dokozénsav): CH3-(CH2)7-CH=CH-(CH2)11-COOH és interaktív 3D molekulamodellje Archiválva 2020. november 3-i dátummal a Wayback Machine-ben

### Esszenciális zsírsavak
Az emberi szervezet képes zsírsavszükségletét biológiailag szintetizálni. Van azonban kivétel is, a linolsav és a linolénsav, valamint az arachidonsav, melyeket táplálkozás útján kell beszereznünk. Ezeket a zsírsavakat esszenciális zsírsavaknak nevezték el (linolénsavat tud előállítani a szervezet linolsavból, ezért előbbit félig esszenciális zsírsavnak tekintik). A linolénsav az arachidonsav prekurzora, ami viszont a lokális és szisztémás hatást is kifejtő szöveti hormonok, az eikozanoidok (prosztaglandinok, tromboxánok) előanyagának tekinthető. Továbbá gyulladásszabályozó, vérzésgátló hatása is van, valamint részt vesz a sejthártyák felépítésében. A linolénsav a hámszövet egyik lipoidjának is összetevője, ami a hámok víz permeabilitásának, azaz a barrier funkciónak lényegi tényezője.
Az embernél esszenciáliszsírsav-hiányt csak csecsemőkorban észleltek, felnőtteknél ilyen hiányról 2002-ig még nem számoltak be. Zsírmentes táplálékot fogyasztóknál hiánytünetek jelentkeznek, ami az eikozatrién és az eikozatetraén zsírsavak arányában mutatkozik meg a vérben. Az ember tápláléka – tej és tejtermékek, növényi olajok és zsírok, hús és hústermékek, kenyér, gabonafélék, burgonya, zöldségek és gyümölcsök – bőségesen tartalmaz esszenciális zsírsavakat, tehát a kiegyensúlyozott étrendből elegendő mennyiséghez jutunk anélkül, hogy speciális, magas esszenciáliszsírsav-tartalmú kiegészítőket kellene fogyasztani.
Az élő szervezetek vízben oldhatatlan, de szerves oldószerekben oldható biomolekuláinak gyűjtőneveként a lipid név használatos. Az egyszerű lipidek közé tartoznak a terpének, karotinoidok, szteroidok, továbbá egyes alkaloidok, feromonok és vitaminok. Az összetett lipidek képviselői a zsírok, olajok, viaszok, valamint a foszfo- és glikolipidek.

### Állati és növényi zsiradékok összetétele
Az állati zsírok és növényi olajok zsírsavtartalmát nagy változatosság jellemzi.
Például a tejzsír mintegy 96–98%-át 43-féle triglicerid alkotja. Ezekben mintegy 400 különböző zsírsav fordul elő (melyek elméletileg 64 millióféle triglicerid kombinációt hozhatnának létre). A di- és a monogliceridek mennyisége (0,02–2,2%) ennél jóval kisebb. A tejzsír tartalmaz még foszfolipideket, koleszterint, A-vitamint, fehérjéket és egyéb komponenseket. Nyomokban karotinoidok, retinol-észterek, szkvalén és szabad zsírsavak is találhatók a tejzsírban. Ezeknek a kisebb mennyiségben előforduló lipidösszetevőknek is nagy az élettani jelentősége.
A tejzsír viszonylag sok rövid szénláncú zsírsavat tartalmaz, ami a tejzsír talán legfontosabb jellegzetessége, ugyanis a legtöbb zsír vagy olaj csak nyomokban tartalmazza ezeket a rövid szénláncú zsírsavakat. Ugyanakkor a tejzsír aránylag kis mennyiségben tartalmazza a többszörösen telítetlen zsírsavakat, és a páratlan szénatomszámú zsírsavak koncentrációja is csekély.
A tejzsírt az emberi szervezet jobban emészti, mint a faggyút vagy a különböző növényi olajokat vagy margarint. A tejzsír jó emészthetősége egyrészt a kisméretű zsírgolyócskáknak, másrészt a tejzsír kiváló zsírsavösszetételének köszönhető. A tejzsír trigliceridjeinek kedvező élettani és biokémiai, valamint gyógyhatása is van. Könnyen abszorbeálódva gyorsan szolgáltatnak energiát, aminek akkor van különösebb jelentősége, ha valaki emésztőrendszeri megbetegedésben szenved vagy zsírfelszívódási zavarai vannak. A kis és közepes szénláncú zsírsavaknak köszönhetően a tejzsírnak szerepe lehet a testsúlykontrollban, valamint a vér lipidkoncentrációjának csökkentésében.
Az alábbi táblázat egyes zsírok zsírsavalkotórészeinek százalékos összetételét mutatja:
| Származék      | C10 és rövidebb lánc (%) | C12 laurinsav (%) | C14 mirisztinsav (%) | C16 palmitinsav (%) | C18 sztearinsav (%) | C18 olajsav (%) | C18 linolénsav (%) | C18 egyéb telítetlen (%) |
| Állati zsírok  | Állati zsírok            | Állati zsírok     | Állati zsírok        | Állati zsírok       | Állati zsírok       | Állati zsírok   | Állati zsírok      | Állati zsírok            |
| -------------- | ------------------------ | ----------------- | -------------------- | ------------------- | ------------------- | --------------- | ------------------ | ------------------------ |
| Disznózsír     | -                        | -                 | 1                    | 27                  | 15                  | 48              | 6                  | 2                        |
| Emberi zsír    | -                        | 1                 | 3                    | 25                  | 8                   | 46              | 10                 | 3                        |
| Heringolaj     | -                        | -                 | 7                    | 12                  | 1                   | 2               | 20                 | 52                       |
| Vaj            | 15                       | 2                 | 11                   | 30                  | 9                   | 27              | 4                  | 1                        |
| Növényi olajok |                          |                   |                      |                     |                     |                 |                    |                          |
| Földimogyoró   | -                        | -                 | -                    | 8                   | 3                   | 56              | 26                 | 7                        |
| Olívaolaj      | -                        | -                 | -                    | 7                   | 2                   | 85              | 5                  | -                        |
| Pálmaolaj      | -                        | -                 | 2                    | 41                  | 5                   | 43              | 7                  | -                        |
| Sáfrányolaj    | -                        | -                 | -                    | 3                   | 3                   | 19              | 76                 | -                        |

A zsírok zsírsavösszetétele nemcsak attól függ, hogy milyen állattól illetve növénytől ered, és hogy az élőlény melyik részéből származik, hanem attól is, hogy a növény milyen talajon, milyen időjárási viszonyok között, vagy az állat milyen tápanyagon stb. nőtt.

### Transz-zsírok
Biológiai szempontból nemcsak a táplálkozásban használt zsírok illetve olajok telítetlen zsírsavrészleteinek a telítettekhez viszonyított aránya fontos, hanem a telítetlen molekulában a kettős kötés pozíciója is. A téma a térbeli (cisz-transz) sztereoizomériával együtt a biokémia és a táplálkozás területén jelentős.
Sok más, telítetlen vegyülethez hasonlóan, a telítetlen zsírsavaknak két térbeli, ún. sztereoizomerje van. Ez onnan ered, hogy az egyes kötéssel ellentétben, ami körül a szénatomok elfordulhatnak, a kettős kötés a forgási szabadságot megakadályozza. Ha tehát a kettős kötéssel kapcsolódó szénatomokhoz nem azonos atom vagy atomcsoport kapcsolódik, akkor két módosulat alakulhat ki, attól függően, hogy ezek a kettős kötésnek ugyanazon az oldalán (cisz-izomer, vagy Z-izomer), vagy ellenkező oldalán (transz-izomer, vagy E-izomer) vannak-e.
Így az olajsavnak két izomerje lehetséges:
| Olajsav | Elaidinsav |
| --- | --- |
| Az olajsav a cisz (Z)- izomer. 3D-modell Archiválva 2020. november 14-i dátummal a Wayback Machine-ben                                         | Elaidinsav a transz (E)- izomer; a növényi olajok parciális hidrogénezése hozza létre. 3D-modell Archiválva 2020. november 25-i dátummal a Wayback Machine-ben |
| | |
| | |
| Ennek a két zsírsavnak az összetétele azonos, és csakis a kettős kötésből eredő térbeli elrendezésükben különböznek (egymás sztereoizomerjei). | |

Megfigyelhető, hogy a kettős kötés szén atomjaihoz csatlakozó hidrogén atomok (amelyek jelenléte az ábrán csak a vonal megtörésével van jelezve) a cisz esetben a kettős kötésnek ugyanazon oldalán, a transz esetben annak ellenkező oldalán vannak.
A természetes zsírokban (néhány kivételtől eltekintve) a zsírsavak cisz-izomerjei fordulnak elő.
A növényi olajok keményítésével, vagyis a katalitikus hidrogénezésének ipari alkalmazásával, az olajoknál könnyebben kezelhető, félkemény terméket, margarint gyártanak. Ennek kenhetősége, textúrája, ízletessége és konzerválhatósága minden igényt kielégít, a kémiai reakció során azonban transz-izomerek (pl. elaidinsav) keletkeznek, különösen ha a hidrogénezés csak részlegesen (parciálisan) játszódik le. A transz-zsírsavizomert (pl. elaidinsavat) tartalmazó zsírokat transz-zsíroknak nevezzük. A transz-zsíroknak káros hatása van az egészségre: szívbetegséggel, cukorbajjal, elhízással, rákkal, valamint a reprodukció és az immunrendszer meghibásodásával kapcsolatos betegségeket okoz.

### Fizikai tulajdonságaik
- Halmazállapot:

A szénlánc hossza és a telítetlen zsírsavrészletek gyakorisága, valamint ezeknek a telítettekhez viszonyított aránya határozza meg a zsír halmazállapotát, amely szobahőmérsékleten lehet szilárd vagy folyékony. Általában minél nagyobb a telített zsírsavrészlet-tartalom és azok lánchosszúsága, annál kifejezettebb a zsír szilárdsága.
A legtöbb zsír és olaj keverék, ezért olvadáspontjuk és forráspontjuk nem egy pontos, meghatározott érték.
Az állati eredetű zsírok szobahőmérsékleten általában szilárdak, kivételt képeznek például a halolajok.
A növényi olajok szobahőmérsékleten általában folyékonyak, kivétel például a pálmaolaj, mely szobahőmérsékleten zsírszerű állagú.
A telítetlen olajokra nemcsak alacsonyabb olvadási hőmérséklet, de instabilitás is jellemző. Ezek magas részaránya adja a száradó olajok jellegzetes tulajdonságát. Az ilyen olajok legismertebb képviselője az olajfestésben használt lenolaj.
- Vízzel rázva, az olajok rendszerint emulziót képeznek.
- A tiszta zsírok és olajok színtelenek és szagtalanok. A szín és szag valamilyen „szennyezés” következménye: pl. a jellegzetes vajaromát a diacetil, a sárga színt a karotinoidok adják.

### A trigliceridek kémiai reakciói
- Hidrolízis során elbomlanak: lúgos hidrolízissel (szappanosítás) glicerin és szappan keletkezik – nátrium-szappan, kálium-szappan, kalcium-szappan. Savas hidrolízissel glicerin és zsírsavak keletkeznek.
- Katalitikusan hidrogénezhetők (keményítés): a margaringyártásban kap szerepet.
- Avasodnak: az avasodás főképp a telítetlen zsírsavrészleteket tartalmazó trigliceridekre jellemző. Levegőn állva rövidebb-hosszabb idő alatt következik be, amikor is a zsiradékok csípős ízt és kellemetlen szagot kapnak. E változás alatt a zsírok és olajok kémhatása savanyúvá válik, mivel az oxigén hatására zsírsavak, továbbá szénhidrogének, ketonok, aldehidek, epoxidok és alkoholok keletkeznek. Ezek okozzák a kellemetlen ízt és szagot. Elősegíti az oxidációt a zsírban jelenlévő nitrogén- és kéntartalmú anyagok baktériumos bomlása is. Az avasodás nem minden zsírnál és olajnál következik be egyenlő mértékben és egyenlő idő alatt. Jórészben függ ez a zsír tisztaságától, a környezet nedvességétől, többé-kevésbé a hőmérséklettől és a fényhatásoktól. A világosságtól védett és száraz környezetben, lehetőleg sötétben tartott zsírok és olajok hosszabb ideig ellen tudnak állni az avasodásnak, főként, ha a levegőtől teljesen elzárható edényben tartjuk azokat.[11] Az avasodás megelőzésének érdekében citromsavat (E 330), valamint antioxidánsokat, pl. kalcium-dinátrium-EDTA-t adnak a zsírokhoz.

### Trigliceridek szintézise
Mesterségesen, kémiai úton is állíthatunk elő triglicerideket, az észteresítés (más nevén észterezés, vagy észterképzés) útján. A folyamat monoglicerideket, vagy diglicerideket is eredményezhet.
{\displaystyle {\begin{matrix}\mathrm {C} &\mathrm {H_{2}-O\underbrace {H} } \\|&\\\mathrm {C} &\mathrm {H-O\underbrace {H} } \\|&\\\mathrm {C} &\mathrm {H_{2}-O\underbrace {H} } \end{matrix}}+3\ \mathrm {R-CO\underbrace {OH} } \longrightarrow {\begin{matrix}\mathrm {C} &\mathrm {H_{2}-O-CO-R} \\|&\\\mathrm {C} &\mathrm {H-O-CO-R} \\|&\\\mathrm {C} &\mathrm {H_{2}-O-CO-R} \end{matrix}}+3\ \mathrm {H_{2}O} }
A zsírsavak mono- és digliceridjeit E 471 néven adalékanyagként használják a következő termékekben: margarin, csokoládékészítmények, lekvár, dzsem, gyümölcszselé, tejszínkészítmények, gyorsrizs, kenyér és péksütemények, húskészítmények. A glicerin (E 422) és növényi vagy állati eredetű zsírsavak reakciója útján állítják elő (észteresítés). A zsírsavak előállítására általában szójaolajat használnak.
Természetes úton, a zsírok bomlástermékeiként is keletkezhetnek mono- és digliceridek.

## Biológiai szerepe
A zsírok a legtöbb életforma számára nélkülözhetetlen anyagok, a szervezet strukturális felépítésében és anyagcseréjében egyaránt szerepet játszanak. Vízoldhatatlanságuk miatt a szervezet ezeket fehérjékkel, vagy más néven proteinekkel alkotott vegyületcsoportok, lipoproteinek formájában szállítja. A lipoproteinek lipidekből és fehérjékből álló „cseppecskék”. A zsírok a vérből elsősorban a májba, majd a zsírszövetekbe, izomszövetekbe (neutrális zsírok) épülnek be.
- A zsír elsődleges feladata az energiatárolás, majd az igényeknek megfelelően a mobilizálás.

Egy gramm zsír kb. kétszer annyi energiát tartalmaz, mint ugyanakkora mennyiségű szénhidrát vagy fehérje:
1 g zsír = 38,9 kJ; 1 g szénhidrát = 17,2 kJ; 1 g fehérje = 18 kJ
Az ember kifejezetten sok zsírt tud elraktározni, felhalmozni, testtömegének akár 40-50%-át is (extrém esetben még jóval többet is), az állatvilágban ilyen magas százalékban a bálnák tudják még felhalmozni zsír-készletüket.
A trigliceridek szintézise (lipogenézis) a májban és a zsírszövetben, raktározása pedig a zsírszövetben történik.
A trigliceridek mobilizációja (lipolízis), a lipáz enzimek segítségével történik. A lipolízis zsírsavakat és glicerint eredményez. A glicerin a vérkeringéssel a májba szállítódik. A zsírsavak szintén a vérpályába kerülnek, ahol albuminhoz kötődnek és szabad zsírsavként szállítódnak a szervekhez. Ott a sejtekbe kerülnek, oxidálódnak és energiát szolgáltatnak. A zsírsavak a szívizom és a harántcsíkolt izomzat számára szolgálnak energiaforrásként.
A zsírsavak bioszintézise a májban, a zsírszövetben, a laktáló emlő mirigyeiben, a vesében, a sejtek citoplazmájában történik. A zsírsavak bioszintézise szénhidrátokból (glükózból) történik. A zsírsav-szintézis prekurzora az acetil-koenzim-A.
- A zsírszövet másik fontos feladata a lipoidok közé tartozó koleszterin tárolása - főleg annak észterei formájában. Ez egyrészt felfogható, mint a feleslegnek a keringésből való kivonása, de egyben mobilis raktár is: fontos koleszterin alapvázú vegyületek (epesavak, hormonok) szintéziséhez szolgáltatja az alapanyagot.
- A táplálékfelvétel (tkp. az éhség érzet) és közvetve a szervezet energia-háztartását szabályozó hormon, a leptin szintézise is a zsírszövetben történik.
- A zsír számos, nem fehérje természetű hormonnak a kiindulási terméke (pl. szteroidok).
- A zsírok hőszigetelő hatásuk révén elősegítik az állandó hőmérséklet fenntartását. A téli bunda mellett, az állatok szervezete zsírdepók létrehozásával, valamint a speciális barna zsírszövet kialakításával is felkészül a tartós hideg alatti téli álomra, a hibernációra.
- A szerveknek mechanikai védelmet (párnázás) nyújtanak. Mechanikai védelem speciális esete a rezgéscsillapítás, amiben a zsírral feltöltődött és fürtökben elrendeződött zsírsejtek mintegy rugalmas párnát alkotnak a kemény felülettel gyakorta érintkező helyeken, leggyakrabban a lábvégeken.[4]
- Az A-, D-, E- és K-vitaminok zsírban oldódóak, tehát kizárólag zsírokkal együtt kerülnek a szervezetbe, szívódnak fel, szállítódnak.
- A zsírok a legtöbb heterotróf élőlény (köztük az ember) étrendjének fontos elemei. A zsírokat vagy lipideket az emberben a hasnyálmirigy által termelt lipáz enzimek bontják le.
- A zsírok emésztése és felszívódása

A zsírok enzimatikus bontása már a szájüregben megkezdődik, a lipáz hatására, majd az epesavak emulgeálják.
A lipidek tényleges emésztése a vékonybélben történik. A trigliceridek emésztését a hasnyálmirigy-lipáz végzi, amely a két szélső zsírsavat lehasítja a trigliceridekről. Így zsírsav és 2-monoglicerid keletkezik. A rövid és középhosszú láncú zsírsavakat tartalmazó trigliceridek bomlás nélkül is felszívódhatnak. A bélhámsejtekbe került zsírsavak egy része már itt átalakul fajspecifikus zsírsavvá. A monogliceridhez újból zsírsavak kapcsolódnak, a hosszú zsírsavláncokat tartalmazó trigliceridek zsírcsepp („kilomikron”) formájában, fehérjeburokba zárva távoznak a bélhámsejtekből a nyirokerek felé. A rövid és középhosszú zsírsavakat tartalmazó zsírok közvetlenül a bélbolyhok vérereibe jutnak.

## Zsírszövet

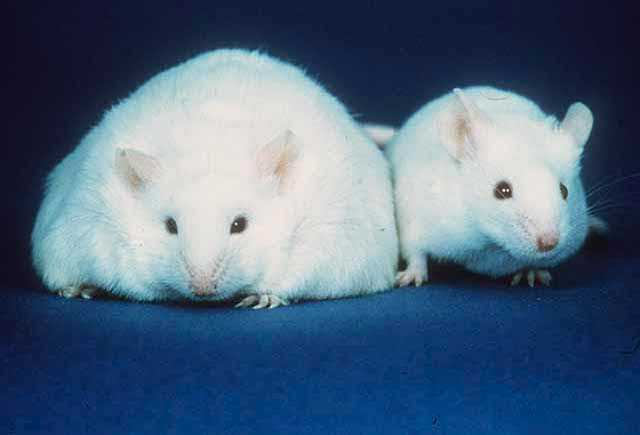
A bal oldali elhízott egér nagy mennyiségű zsírszövetben raktároz energiát. Összehasonlításként jobb oldalon látható egy átlagos testalkatú egér.

A zsírszövet a trigliceridek szintézisére, raktározására és mobilizálására specializálódott szövet.
Az állatokban az anyagcsere során szerzett energiatöbbletet hosszú távon a zsírszövet képes raktározni. A szervezet pillanatnyi igényeinek megfelelően a zsírsejtek (adipociták) tárolják az étrendből vagy a májból kinyert zsírt, vagy ellenkezőleg, lebontják a raktározott zsírt, hogy zsírsavakat és glicerint juttassanak a keringési rendszerbe. Ezeket az anyagcsere-folyamatokat több hormon (pl. inzulin, glukagon, adrenalin) szabályozza. Elhelyezkedése szerint beszélhetünk „bőr alatti zsírszövetről” vagy „zsigeri zsírszövetről”.

## Táplálékként
A fehérjékkel és a szénhidrátokkal együtt a zsírok együttesen a tápanyagok három fő csoportját alkotják.
Étkezési zsírok pl. a vaj, disznózsír.
Az étkezési célra használható olajokat étolajoknak nevezzük.
Egy felnőtt ember zsírigénye naponta testtömeg-kilogrammonként kb. 1 gramm.
A napi zsírfelvétel ideális energiatartalma a napi összes energiafelvétel 15-30%-a. Továbbá előnyös, ha a telített zsírok a napi zsírfelvétel 10%-át nem haladják meg. Egyszeresen telítetlen zsírsavat tartalmazó zsírokból 10-15%, többszörösen telítetlen zsírsavat tartalmazó zsírokból pedig 6-10% az ajánlott mennyiség.[forrás?]

## Ipari felhasználása
A zsírok a kémiai iparban a szappangyártás alapanyagaként szolgálnak. A szappangyártás folyamán a zsiradékot erős lúggal, nátrium-hidroxiddal vagy kálium-hidroxiddal reagáltatják, amikor a lúg a zsírsavval szappant képez, amit a melléktermékként kapott glicerintől el lehet választani.
A zsírok kenőképességét már a kőolaj megjelenése előtt felismerték, és a kőolajból származó kenőanyagokét túlszárnyaló kenőképessége miatt az olajipar ma is használ mind állati, mind növényi zsírokat adalékanyagként.
Az utóbbi években a növényi illetve állati zsírok jelentősége fellendült annak felismerésével, hogy másodlagos, alternatív jármű üzemanyagok kifejlesztésére van szükség az ásványeredetű üzemanyagok pótlására, helyettesítésére. Egyes növényi olajokkal már évek óta kísérleteztek, de annak felismerése, hogy a növényi, illetve állati zsírok rövid lánchosszúságú alifás alkoholokkal (metanollal vagy etanollal) való katalitikus reakciójával, átészteresítéssel  kitűnő dízel üzemanyagot lehet előállítani (biodízel) a zsírok ilyen használatát előtérbe hozta.